# Dionisio de Mileto (historiador)
Dionisio de Mileto fue un logógrafo de la Antigua Grecia del que apenas se conocen datos biográficos seguros. La Suda señalaba que fue contemporáneo de Hecateo de Mileto y que vivió en tiempos de Darío I. Redactó una Historia de los persas y, según la Suda, también otras obras, relacionadas con la Guerra de Troya y con la historia. Fue considerado por algunos estudiosos como una de las fuentes de las que se nutre Heródoto en su Historia, pero Albin Lesky rechaza estas suposiciones al considerar que lo poco que se sabe de la obra de este autor contradice esta posibilidad. Otros autores posteriores que probablemente pudieron nutrirse de la obra de Dionisio de Mileto como fuente fueron Jenofonte en la Ciropedia, Diodoro de Sicilia en el libro XI de su Biblioteca histórica (a través de Éforo), Cornelio Nepote en la Vida de Milcíades y  Pompeyo Trogo.